# Crane Beach
Crane Beach (vollständig Crane Beach on the Crane Estate) ist ein Strand und zugleich ein 1.234 Acres (5 km²) großes Naturschutzgebiet auf dem ehemaligen Anwesen von Richard T. Crane, Jr., zu dem auch der benachbarte Castle Hill gehörte. Es befindet sich im Nordosten des Bundesstaats Massachusetts der Vereinigten Staaten und wird von der Organisation The Trustees of Reservations verwaltet.

## Geschichte
Richard T. Crane, Jr. erwarb im Jahr 1910 ein Grundstück mit insgesamt 800 Acres (3,2 km²) Fläche rund um den Castle Hill und bildete damit den Grundstock für weitere Zukäufe, die das Anwesen mit der Zeit auf eine Gesamtgröße von 2.100 Acres (8,5 km²) erweiterten. Zentraler Bestandteil ist bis heute das 59 Räume umfassende Landhaus an der Spitze des Castle Hill.
Nach dem Tod von Crane im Jahr 1945 schenkte die Familie 1.000 Acres (4 km²), darunter den größten Teil von Crane Beach und den Dünenbereich des Castle Neck, den Trustees of Reservations. 1949 starb seine Witwe und vererbte der Organisation weitere 350 Acres (1,4 km²), das Landhaus und den größten Teil des Castle Hill. In den 1970er Jahren schenkte die Schwiegertochter Miné S. Crane den Trustees das Grundstück, auf dem sich heute das 680 Acres (2,8 km²) umfassende Schutzgebiet Crane Wildlife Refuge befindet.

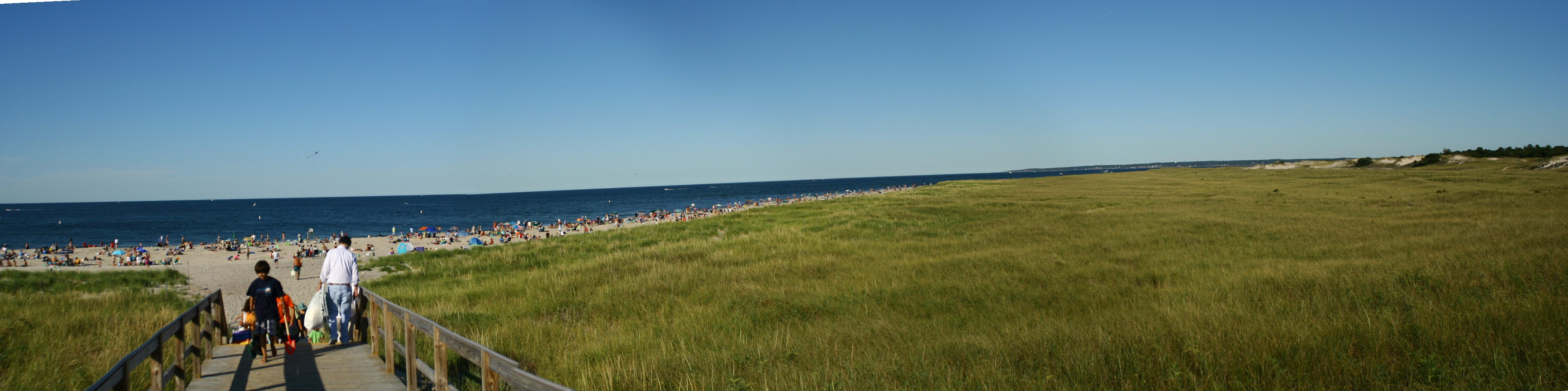
Panoramabild des Crane Beach

## Schutzgebiet
Der Strand Crane Beach zählt bereits seit vielen Jahren zu den beliebtesten Freizeitattraktionen an der Ostküste der Vereinigten Staaten, da er über sehr sauberes Wasser und mehrere Meilen Küstenlinie verfügt. Die Trustees of Reservations bewirtschaften den Strand und stellen saisonal auch die Lebensrettung sicher. Zugleich legen sie Wert auf ein abgestimmtes Nebeneinander von Tourismus und ökologischen Ansprüchen.
Wanderwege führen durch die Dünen, die das Inland vor hohem Wellengang und Fluten schützen. Auf dem Castle Neck befindet sich der größte Pech-Kiefernwald der Region North Shore, und der Strandbereich ist eines der weltweit wichtigsten Brutgebiete der Gelbfuß-Regenpfeifer. Diese Vögel waren im 19. Jahrhundert aufgrund ihrer Eier und Federn beinahe ausgerottet worden, jedoch hat sich die Population inzwischen weitgehend erholt. Crane Beach ist in den Vereinigten Staaten für seine Erfolge im Vogelschutz weithin anerkannt.
Den Besuchern stehen insgesamt 5,5 mi (8,9 km) Wanderwege zur Verfügung, die Teil des Bay Circuit Trail sind. Der Zugang zum Schutzgebiet ist kostenpflichtig.